# Contea di Daviess (Indiana)
La contea di Daviess (in inglese Daviess County) è una contea dello Stato dell'Indiana, negli Stati Uniti. La popolazione al censimento del 2000 era di 29 820 abitanti. Il capoluogo di contea è Washington.